# Heures de Guise
Les Heures de Guise sont un manuscrit conservé au musée Condé à Chantilly. Ce livre d'heures a été réalisé pour un commanditaire resté anonyme sans doute de sexe masculin à Paris vers 1410. Sur les 29 grandes miniatures présentes dans l'ouvrage, 27 sont attribuées au Maître de Guy de Laval ou Maître de Guise, qui doit un de ses noms de convention à cette œuvre. Le Maître de Boucicaut et le Maître d'Egerton sont les auteurs chacun d'une miniature.

## Historique du manuscrit
On ne connaît rien du commanditaire de l'ouvrage : il s'agit d'un homme puisque la prière Obsecro Te est rédigée au masculin. Il pourrait s'agir d'un paroissien de l'abbaye Saint-Victor de Paris car le saint apparaît en bonne place dans la liste des saints martyrs. 
Par la suite au XVIe siècle, le manuscrit entre en possession de François de Guise, qui fait réaliser l'actuelle reliure. La page de garde contient une mention de Charles Ier de Guise, son petit-fils. L'ouvrage entre ensuite dans les collections du collectionneur écossais Alexander Douglas-Hamilton, 10e duc de Hamilton. À sa mort, sa collection de manuscrit est rachetée par les musées d'État de Berlin en 1882. Les Heures de Guise sont revendues à Londres en 1889 et acquises alors par Henri d'Orléans, duc d'Aumale. Le manuscrit est intégré à la bibliothèque du musée Condé.

## Composition
L'ouvrage comprend les parties habituelles d'un livre d'heures : 
- calendrier en français : il contient des noms de saints habituellement vénérés à Paris (sainte Geneviève, saint Maur, saint Yves, saint Leu et saint Gilles, saint Éloi, sainte Marthe, saint Louis, saint Denis)
- extrait des quatre évangiles
- heures de la Vierge
- heures de la Croix
- heures du Saint-Esprit
- psaumes de la pénitence
- litanies des saints
- office des morts
- messe du Saint-Esprit
- messe pour les défunts
- oraisons à la Vierge
- les « Sept requestes de Nostre Seigneur » en français

## Les peintres du manuscrit
Le Maître de Boucicaut est l'auteur de la miniature de l'Annonciation, très proche de celle présente dans les Heures du Maréchal de Boucicaut. Le Maître d'Egerton est l'auteur de la miniature représentant la Crucifixion. Les 27 autres miniatures sont l'œuvre d'un émule du maître de Boucicaut le Maître de Guy de Laval. Comme son maître, il est sans doute originaire du nord de l'Europe.